# Marschpipa
Marschpipa är ett blåsinstrument (flöjt/pipa) som användes av den svenska armén under 1600- och 1700-talet och nyttjades där av spelets (dvs musikerna på kompaninivå) så kallade pipare. Piparen var ensam blåsmusiker på ett infanterikompani under tex den karolinska epoken, men spelade på kompaniet tillsammans med två trumslagare. Piparen hade även en alternativ pipa att spela på, den så kallade Fältpipan som ibland kallades Reveljpipa.